# نیک فونیکس
نیک فونیکس (به انگلیسی Nick Phoenix) موسیقی‌دان و از بنیان‌گذاران شرکت تو استپس فرام هل است.

## زندگی شخصی
پسر نیک فونیکس که جک نام داشت، در ۱۵ نوامبر ۲۰۱۵ و در سن ۱۵ سالگی طی تصادف رانندگی کشته شد. آلبوم Vanquish که در سال ۲۰۱۶ منتشر شد به جک تقدیم شد.